# Межгорье (Волынская область)
Межго́рье (укр. Міжгір'я) — село в Локачинской поселковой общине Владимирского района Волынской области Украины.
Код КОАТУУ — 0722484203. Население по переписи 2001 года составляет 91 человек. Почтовый индекс — 45540. Телефонный код — 3374. Занимает площадь 58,4 км².

## История
В 1946 году указом ПВС УССР село Вулька-Шельвовская переименовано в Волицу.
До 2020 года входило в Локачинский район.